# Ngọc Hội
Ngọc Hội là một xã thuộc huyện Chiêm Hóa, tỉnh Tuyên Quang, Việt Nam.
Xã có diện tích 30,34 km², dân số năm 1999 là 5527 người, mật độ dân số đạt 182 người/km².